# Ficus maxima
Ficus maxima är en mullbärsväxtart som beskrevs av Philip Miller. Ficus maxima ingår i släktet fikonsläktet, och familjen mullbärsväxter. Inga underarter finns listade i Catalogue of Life.

## Bildgalleri

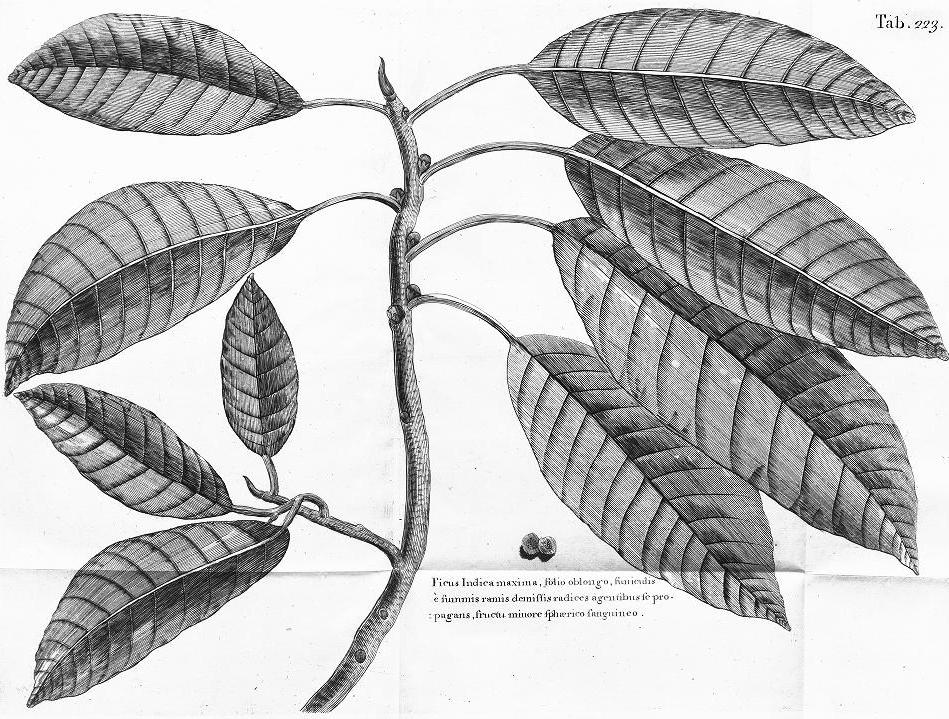